# Dichaetothyrea punctulata
Dichaetothyrea punctulata là một loài ruồi trong họ Asilidae. Dichaetothyrea punctulata được Meijere miêu tả năm 1911.